# Ali Sadrgrottan

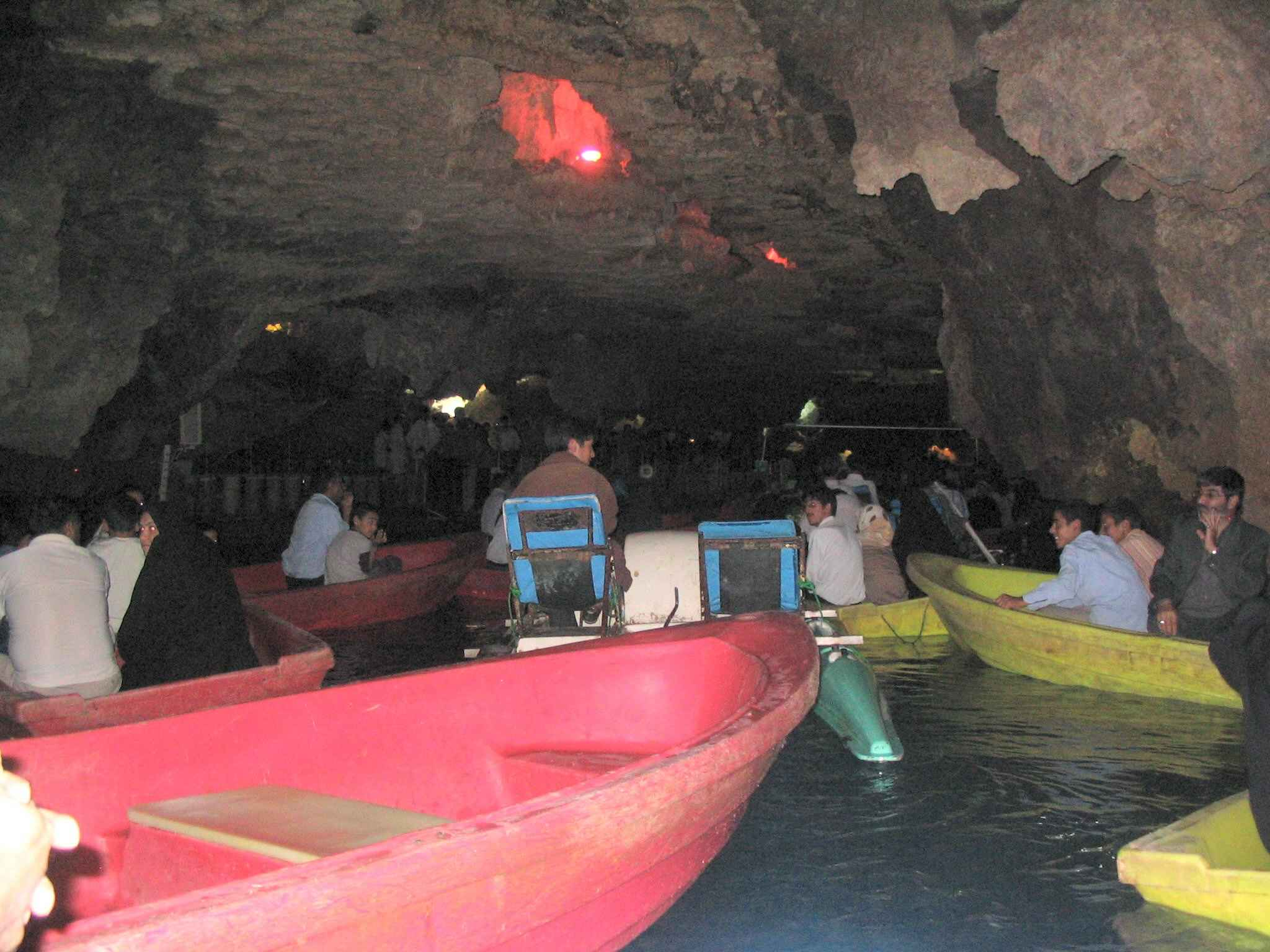
Ali Sadrgrottan är världens största vattengrotta.

Ali Sadrgrottan (persiska: غار علی صدر) ursprungligen kallad Ali Sad (vilket betyder damm) eller Ali Sard (som betyder kall) är världens största vattengrotta som årligen har miljontals besökare. Den ligger cirka 100  kilometer norr om Hamedan i västra Iran. Då grottan ligger mellan de stora städerna Hamadan, Teheran och Qom är den ett populärt besöksmål för iranier. Turer i grottan görs med trampbåtar.

## Beskrivning

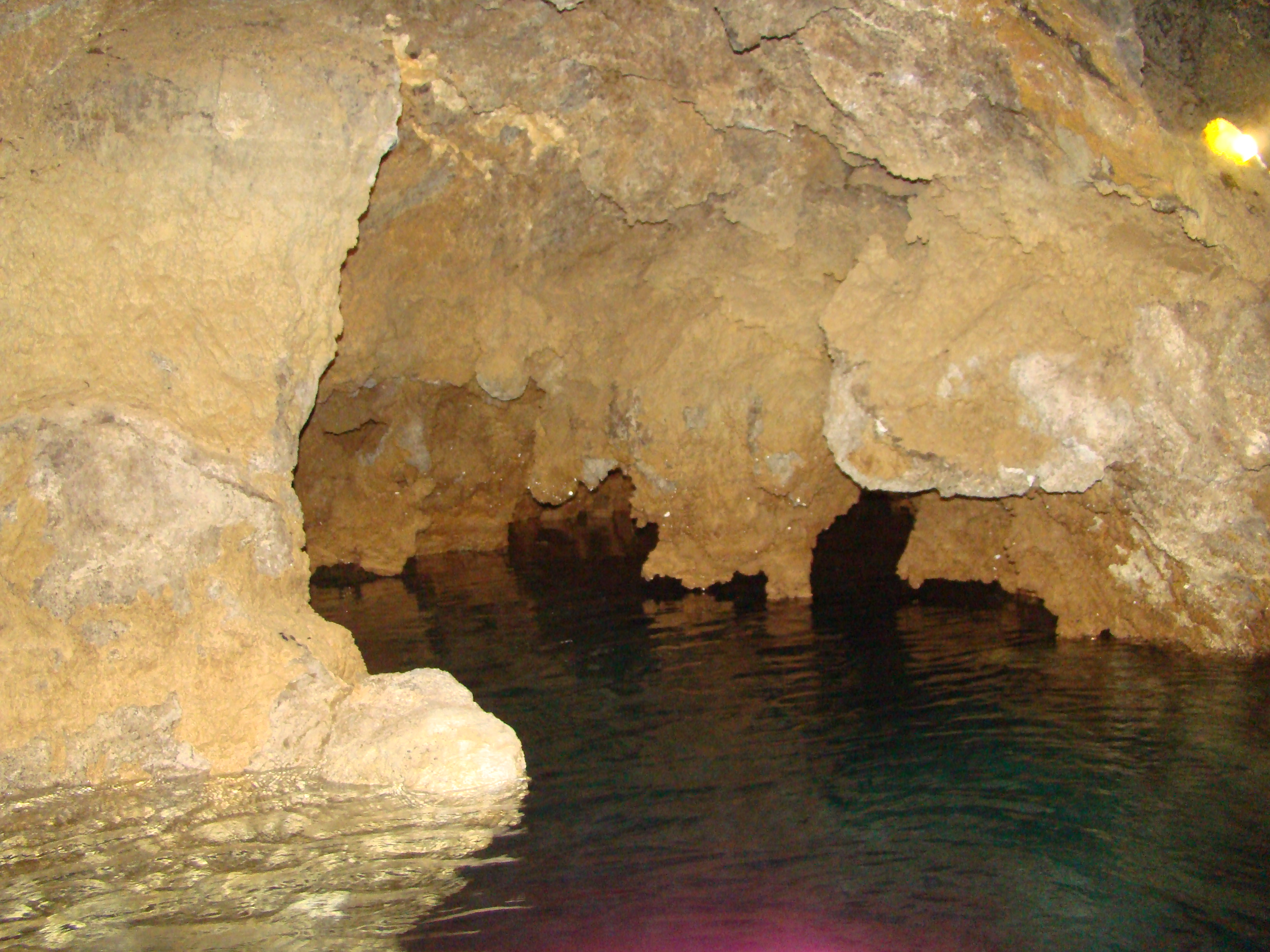
Ali-Sadrgrottan

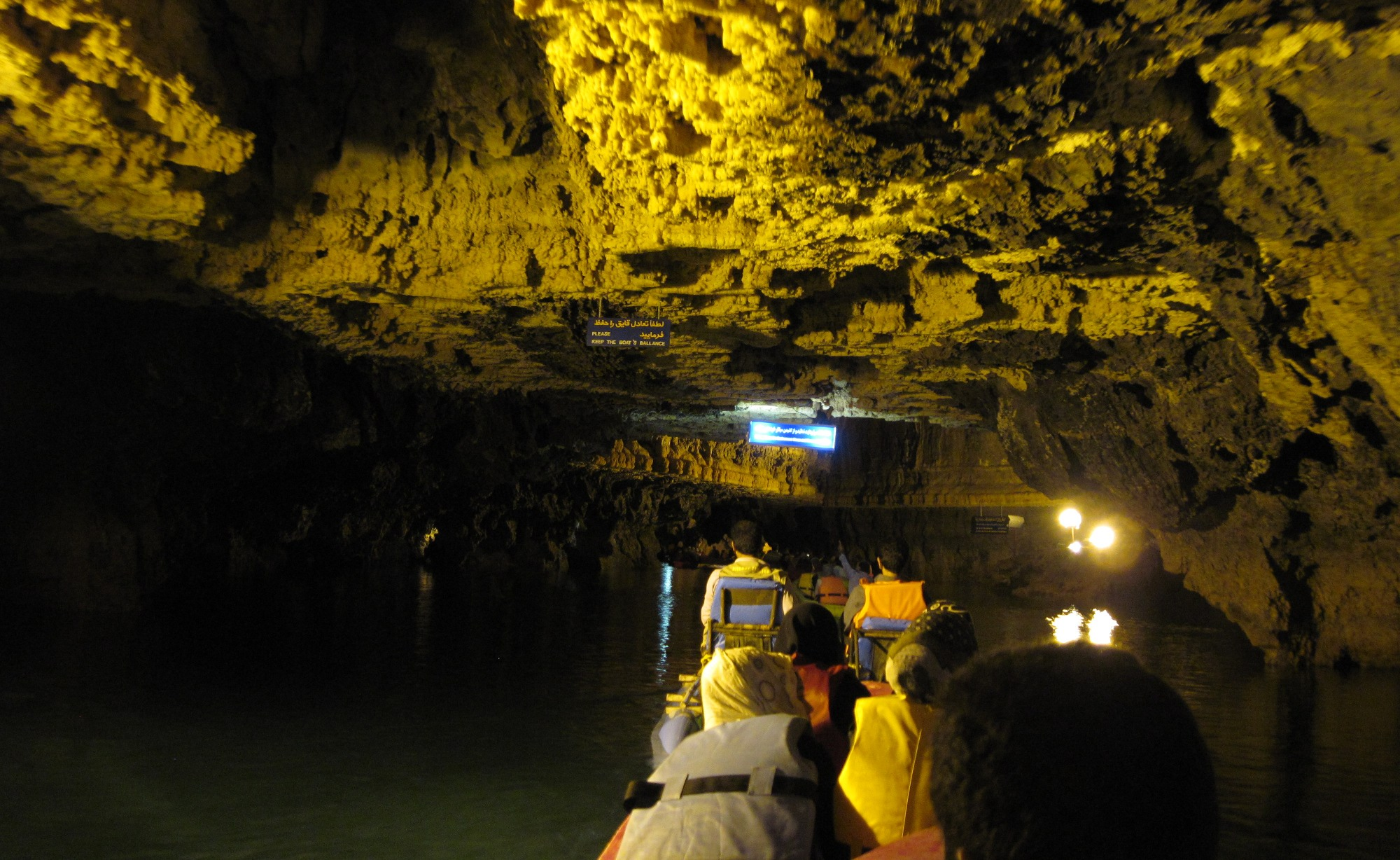
Ali-Sadrgrottan

Grottan ligger i södra delen av byn Ali Sadr. Dess ingång ligger på sidan av en höjd kallad Sari Ghiyeh som också har två andra grottor kallade Sarabgrottan och Soubashigrottan. Dessa ligger 7 respektive 11 kilometer from Ali Sadrgrottan. Uppenbarligen får Ali Sadrgrottan sitt vatten från en källa i Sarab.
Sommaren 2001, utforskade en tysk/brittisk expedition grottan och mätte den till att vara 11 kilometer lång. Den största grottsalen är 100 meter lång, 50 meter bred och 40 meter hög.
Grottans klippväggar är upp till 40 meter höga och den har flera stora djupa sjöar. Grottan har en flod som rinner genom den och större delen av resandet genom grottsystemet görs med båt. Över 11 km av grottans vattenkanaler har hittills upptäckts. En del grottvägar är 10 till 11 kilometer långa och leder alla till "Ön", ett centralt beläget atrium.

## Tidig bosättning
Utgrävningar och arkeologiska studier av grottan har lett till upptäckten av 12 000 år gamla konstverk, kannor och krukor. Djur, jaktscener, bågar och pilar är avbildade på väggarna och passager vid grottans utgång. Dessa bilder tyder på att människor tidigt använde grottan som sin boplats. Grottan var känd under Dareios I:s styre (521-485 f.Kr.) som kan verifieras av en gammal inskription vid ingången till tunneln. Kännedomen om den 70 miljoner år gamla grottan förlorades dock fram till 1963 då bergsklättrare återupptäckte den.

## Världsarvsstatus
Den 9 augusti 2007 sattes Ali Sadrgrottan upp på Irans tentativa världsarvslista.